# Feynman-integratiemethode
De Feynman-integratiemethode is een methode voor het berekenen van sommige bepaalde integralen, door zoals dat wel genoemd wordt 'differentiëren binnen de integraal'. De methode wordt vermeld door de natuurkundige Richard Feynman in zijn autobiografie Surely you’re joking, Mr. Feynman als zijnde afkomstig uit de tekst Advanced Calculus van Frederick S. Woods van het MIT.

## Methode
Voor het berekenen van de integraal
{\displaystyle I=\int _{a}^{b}f(x)\,{\rm {d}}x}
wordt een functie {\displaystyle h(x,y)} gezocht, zodanig dat voor de integraal
{\displaystyle I(y)=\int _{a}^{b}h(x,y)\,{\rm {d}}x}
geldt dat de te berekenen integraal een van de waarden van deze integraal is:
{\displaystyle I=I(y_{0})}
en zo dat de afgeleide
{\displaystyle I'(y)={\frac {\rm {d}}{{\rm {d}}y}}\int _{a}^{b}h(x,y)\,{\rm {d}}x=\int _{a}^{b}{\frac {\partial }{\partial y}}h(x,y)\,{\rm {d}}x}
te bepalen is, evenals de integraal
{\displaystyle \int I'(y)\,{\rm {d}}y}
Daarbij dient geverifieerd te worden dat differentiëren en integreren verwisseld mogen worden.

## Voorbeeld
De integraal
{\displaystyle I=\int _{0}^{\infty }{\frac {\sin(x)}{x}}\,{\rm {d}}x}
is niet met de gebruikelijke methoden te bepalen.
Neem 
{\displaystyle h(x,y)={\frac {\sin(x)}{x}}e^{-xy}},
dus
{\displaystyle I(y)=\int _{0}^{\infty }{\frac {\sin(x)}{x}}e^{-xy}\,{\rm {d}}x}
en
{\displaystyle {\frac {\rm {d}}{{\rm {d}}y}}I(y)=\int _{0}^{\infty }{\frac {\sin(x)}{x}}{\frac {\partial }{\partial y}}e^{-xy}\,{\rm {d}}x=-\int _{0}^{\infty }\sin(x)e^{-xy}\,{\rm {d}}x}
Met behulp van partiële integratie volgt:
{\displaystyle I'(y)={\frac {e^{-xy}(\cos(x)+y\sin(x))}{1+y^{2}}}{\Bigg |}_{0}^{\infty }=-{\frac {1}{1+y^{2}}}},
zodat
{\displaystyle I(y)=-\arctan(y)+C}.
De integratieconstanten {\displaystyle C} volgt uit de eis dat {\displaystyle 0=I(\infty )=-\pi /2+C}.
Aangezien {\displaystyle I=I(0)=} volgt:
{\displaystyle I=\int _{0}^{\infty }{\frac {\sin(x)}{x}}\,{\rm {d}}x=I(0)={\frac {\pi }{2}}.}
Dat differentiëren en integreren verwisseld mogen worden, volgt uit de afschatting:
{\displaystyle {\Bigg |}{\frac {\sin(x)}{x}}e^{-xy}{\Bigg |}\leq e^{-xy}}